# استیو مریات
استیو مریات (انگلیسی: Steve Marriott؛ ۳۰ ژانویهٔ ۱۹۴۷ – ۲۰ آوریل ۱۹۹۱) یک موسیقی‌دان بود. وی بین سال‌های ۱۹۶۰ تا ۱۹۹۱ میلادی فعالیت می‌کرد.